# Lodgic
Lodgic was een Amerikaanse progressieve rockband uit Las Vegas.

## Bezetting
- Michael Sherwood[2] (keyboards, achtergrondzang)
- Jimmy Haun[3] (gitaar)
- Gary Starnes[4] (drums)
- Mike Hulsey (keyboards)
- Guy Allison[5] (keyboards)
- Billy Sherwood[6]

## Geschiedenis
De band werd geformeerd door de jeugdvrienden Michael Sherwood en Jimmy Haun met Gary Starnes en Mike Hulsey. Ze verhuisden later naar Los Angeles. In 1981 kwamen Guy Allison en Billy Sherwood (Michaels jongere broer) erbij.
Na vele jaren van proberen namen ze hun debuut- en enige album Nomadic Sands op, dat in 1985 werd uitgebracht bij A&M Records door de Sherwoods, Haun, Allison en Starnes. Het album werd mede-geproduceerd door David Paich en Steve Porcaro van de band Toto en Tom Knox. Hoewel het album het niet haalde in de Amerikaanse hitlijsten, werd de eerste single Lonely Man vertolkt in de film Prince of Bell Air, met Mark Harmon en Kirstie Alley.
Lodgic opende soms voor Supertramp, maar de band ging ten einde en evolueerde naar World Trade met Billy Sherwood en Allison. Terwijl het eindproduct van de band begrensd was, bestond hun erfenis uit toekomstige samenwerkingen. Evenals World Trade werkten de Sherwoods en Haun later met Yes. Alle drie werkten ze mee aan het album Union van Yes. Billy Sherwood en Haun werkten later samen in The Key, The Chris Squire Experiment en Circa.